# Премахване на Османския султанат
Премахването на Османския султанат от Великото национално събрание на Турция на 1 ноември 1922 г. слага край на Османската империя, основана през 1299 г.
На 11 ноември 1922 г. на Лозанската конференция е признат суверенитетът на събранието, упражняван от правителството в Анкара, над Турция. Последният султан, Мехмед VI, напуска османската столица Константинопол на 17 ноември 1922 г. Легалната позиция е утвърдена с подписването на Лозанския договор на 24 юли 1923 г.
|  | Тази страница частично или изцяло представлява превод на страницата Abolition of the Ottoman sultanate в Уикипедия на английски. Оригиналният текст, както и този превод, са защитени от Лиценза „Криейтив Комънс – Признание – Споделяне на споделеното“, а за съдържание, създадено преди юни 2009 година – от Лиценза за свободна документация на ГНУ. Прегледайте историята на редакциите на оригиналната страница, както и на преводната страница, за да видите списъка на съавторите. ВАЖНО: Този шаблон се отнася единствено до авторските права върху съдържанието на статията. Добавянето му не отменя изискването да се посочват конкретни източници на твърденията, които да бъдат благонадеждни. |